# Sharpless 2-136
Sharpless 2-136 (również van den Bergh 141) – globula Boka znajdująca się w konstelacji Cefeusza. Znajduje się w odległości około 1200 lat świetlnych od Ziemi, a rozciąga na obszarze ponad 2 lat świetlnych. W mgławicy tej jest widoczne zapadające się jądro, które prawdopodobnie jest podwójnym układem gwiazd we wczesnej fazie formowania.